# Обехо
Обехо (ісп. Obejo) — муніципалітет в Іспанії, у складі автономної спільноти Андалусія, у провінції Кордова. Населення — 1876 осіб (2010).
Муніципалітет розташований на відстані близько 270 км на південь від Мадрида, 27 км на північ від Кордови.
На території муніципалітету розташовані такі населені пункти: (дані про населення за 2010 рік)
- Серро-Муріано: 1176 осіб
- Естасьйон-де-Обехо: 105 осіб
- Обехо: 595 осіб

## Демографія
Динаміка населення (INE ):

## Галерея зображень

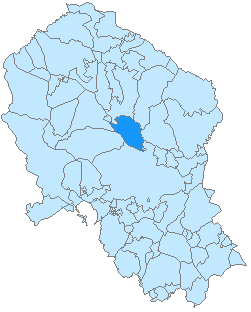
Розташування муніципалітету у провінції Кордова